# Louis Gardel
Pour les articles homonymes, voir Gardel.
Louis Gardel, né le 8 septembre 1939 à Alger,  est un romancier et éditeur français. Il est également directeur de collection au  Seuil et membre jusqu'en 2021 du jury du Prix Renaudot. En 2001, il est candidat à l'Académie française.

## Origine de fort Saganne
Louis Gardel est le petit-fils de Gabriel Gardel né à Béziers le 7 janvier 1884 et qui, capitaine au 9e régiment de marche de tirailleurs algériens engagé dans la défense du Mort-Homme au nord-ouest de Verdun en mars 1916, meurt dans un hôpital à Minden le 8 avril 1916 laissant un fils unique.
Affecté au bureau des affaires indigènes d'In Salah, le lieutenant Gabriel Gardel avec 45 méharistes de la Compagnie Saharienne du Tiddikelt, repousse à la baïonnette une harka de 350 touaregs senoussistes, pour la plupart armés de fusils à tir rapide, aux ordres d'Inguedazzen et du sultan Ahmoud les 10 et 11 avril 1913 lors du combat d'Esseyen-n-Afella (près de Ghat en Libye) et rejoint ensuite sa base après une marche de 120 km, les montures ayant été massacrées. Cela lui vaut la Légion d'Honneur et vaut la Médaille Militaire à plusieurs de ses hommes. En 1918, le fort Gardel est érigé en son honneur à Bordj El Haouas (au nord-ouest de la palmeraie de Djanet).

## Scénarios
- Indochine (Régis Wargnier)
- Est-Ouest (Régis Wargnier)
- Nocturne indien (Alain Corneau)
- La Marche de Radetzky d'après le roman de Joseph Roth
- Himalaya : L'Enfance d'un chef
- Fort Saganne (Alain Corneau)
- 2012 : La Chartreuse de Parme de Cinzia TH Torrini

## Distinctions
- Grand prix du roman de l'Académie française (1980)
- Chevalier de la Légion d'honneur (17 avril 2003)[5]